# Юстина Мельникевич
Юстина Мельникевич (пол. Justyna Mielnikiewicz; нар. Польща) — польська фотографка, фотографка-документалістка, яка мешкає у Тбілісі, Грузія.

## Життєпис
У 1998 році здобула ступінь магістра в Ягеллонському університеті за спеціальністю «Наука про культуру в нових медіа та менеджмент культури».
Вона фотограф-самоучка. Почавши працювати фотокореспондентом польської газети «Gazeta Wyborcza» з 1999 року, вона переїхала до Грузії (на Південний Кавказ) в 2001 році. З 2002 року мешкає у Тбілісі і працює як незалежний фотограф-документаліст, а також над особистими довгостроковими проєктами про пострадянські країни. Першим конфліктом, який вона висвітлювала, була російсько-грузинська війна 2008 року.
У 2016 році вона отримала грант Вільяма Юджина Сміта за «новий проєкт, який досліджує роль етнічної приналежності у формуванні ідентичності росіян, які проживають у колишніх радянських республіках, через двадцять п'ять років після розпаду Радянського Союзу».
Авторка книг «Жінка з мавпою» (2014, історії та фотографій з Південного Кавказу) та «Україна проходить через це» (2019, документує політичний поділ уздовж Дніпра). Мала виставку в Кортоні (2017, Італія).

## Особисте життя
Мельникович живе зі своїм американським чоловіком, письменником Полом Рімплом, та їхньою донькою.

## Нагороди
- володарка гранту Canon для жінок-фотожурналісток, Canon Inc[9];
- 2009 — 2-ге місце, People in the News, Stories, World Press Photo за роботу, зроблену під час російсько-грузинської війни 2008 року[10];
- 2014 — грант проєкту «Наслідки 2015» (20 000 американських доларів)[11];
- 2016 — грант Вільяма Юджина Сміта від Меморіального фонду Вільяма Юджина Сміта (30 000 американських доларів)[12].